# Барнштедт (Нижня Саксонія)
Барнштедт (нім. Barnstedt) — громада в Німеччині, розташована в землі Нижня Саксонія. Входить до складу району Люнебург. Складова частина об'єднання громад Ільменау.
Площа — 19,71 км2. Населення становить 745 ос. (станом на 31 грудня 2021).